# Anne Laplantine
Pour les articles homonymes, voir Laplantine.
Anne Laplantine, née le 21 octobre 1972 à Lyon, aussi connue sous le nom de Michiko Kusaki ou Angelika Köhlermann, est une musicienne et vidéaste française.

## Biographie
Elle est la fille de l'anthropologue François Laplantine. Elle commence le piano à l'âge de 6 ans puis découvre le magnétophone et le matériel audio de son père et enregistre seule ses premières recherches puis compositions. Elle a composé des centaines de morceaux, édités en albums ou disponibles sur son site. Elle a vécu principalement en ville, Lyon, Paris, Hambourg, Berlin, Toulouse mais découvre la campagne à Florac trois rivières.

## Discographie

### Albums

#### Anne Laplantine
- 1999 : Nordheim (Gooom Disques)
- 2000 : Alison (Alice in Wonder)
- 2001 : Live à Dijon (Alice in Wonder)
- 2003 : Anne : Hamburg (Datamusik)
- 2003 : Anne : Hamburg, 3x7" (Tomlab)
- 2004 : Discipline (Emphase)
- 2005 : We (Elefantkvinnan)
- 2009 : A Little May Time Be (Ahornfelder)
- 2009 : Spring Won't Find Us 7" (Tona Serenad)
- 2010 : Tale of Justine Saqué (Le Vilain Chien)
- 2011 : Frutyloop
- 2018 : Padon (Tanzprocesz)
- 2019 : Elucidé (Midi Fish)
- 2021 : Chéri Chance Inouïe (Cudighi Records)

#### Michiko Kusaki
- 1999 : Bye Bye, Babe (Angelika Koehlermann)
- 2002 : Don't Do That (Hiao Hiao Hiao)

#### Angelika Koehlermann
- 2002 : Care (Tomlab)

#### Collaborations
- 2004 : Summerisle, avec Momus (Analog Baroque)
- 2005 : Starts, avec Semuin (Happy Zloty)
- 2007 : Fa, avec F.S. Blumm (Alien Transistor)

### Compilations
- 2000 : formotiondisconfort,callflightattendantforbagdisposal (Peter I'm Flying) :
  - For Motion Disconfort
- 2000 : French Tour (Technikart) :
  - Video Game
- 2000 : Gooom Tracks (Gooom Disques) :
  - This Activity
- 2000 : Christmas Album (Evenement) :
  - La Tarte aux pommes
  - Messe
- 2001 : Traversées [French Fresh Sounds] (UR Éditions)
- 2001 : VPRO De Avonden XMAS 2001 (VPRO)
- 2003 : The Second Coco Waffle Flake (Skipp) :
  - Untitled
- 2003 : One on One (Emphase) :
  - Flute
- 2004 : Spex CD #42 (Spex Magazine) :
  - Discipline 2
- 2004 : Re:Electronicat (Angelika Koelhermann) :
  - Birds Want to Have Fun
- 2005 : Blackbox (Emphase) :
  - Discipline 5
- 2005 : Childish Music (Staubgold) :
  - December
- 2006 : CTM.07 Audio Compilation (club transmediale) :
  - Xavier
- 2007 : I Regret Not Having Kissed You (Doki Doki) :
  - Spring Won't Find Us
- 2008 : Vänskap 002 :
  - Seaside

### Participations, remixes, autres
- 1999 : Michiko Kusaki/DMX Krew - Let's Rock Baby, split EP (Breaking Records)
- 2000 : Re:Kusaki (Angelika Koelhermann)
- 2001 : Encre - Encre (Clapping Music)
- 2001 : Le corbeau du cimetière
- 2001 : Hans Platzgumer - Denial of Service (Separator)
- 2002 : Hans Platzgumer - Software (Doxa Records)
- 2002 : Hypo - Karaoke A Cappela (Active Suspension)
- 2003 : Sluta Leta - Semi Peterson (Mego)
- 2004 : F.S. Blumm - Sesamsamen (Plop)
- 2005 : Hans Platzgumer - Expedition 87-04 (Buntspecht)
- 2005 : Semuin - Province (Audio Dregs)
- 2006 : F.S. Blumm - Summer Kling (Morr Music)
- 2006 : Le lion et le papillon
- 2007 : Hypo - Deluxe Edition Archival Recordings 2000-2007 (Intikrec)
- 2007 : A.J. Holmes - The King of the New Electric Hi-Life (Pingipung)
- 2011 : Kismyder - Dauphins (avec Anne Laplantine & Juliette Porée) (Universal Netlabel)
- 2013 : Aline - Les copains (d'Anne Laplantine)
- 2015 : Salut c'est cool - Je suis en train de rêver de Ceephax - Anne Laplantine Remix